# بادي بيل
بادي بيل (بالإنجليزية: Buddy Bell)‏ هو لاعب كرة قاعدة أمريكي، ولد في 27 أغسطس 1951 في بيتسبرغ في الولايات المتحدة.

## وصلات خارجية
- بادي بيل على موقعبيزبول رفرنس.كوم (الدوري الرئيسي) (الإنجليزية)
- بادي بيل على موقعبيزبول رفرنس.كوم (الدوري الثانوي) (الإنجليزية)
- بادي بيل على موقع إي إس بي إن.كوم (أم.أل.بي) (الإنجليزية)
- بادي بيل على موقع مشجعي الرسوم البيانية (الإنجليزية)
- بادي بيل على موقع إن إن دي بي (الإنجليزية)